# ادرآنوس
ادرآنوس (Ἀδρανός) خدای آتش بود که توسط سکل‌ها، جمعیتی باستانی که در جزیره سیسیل بودند، پرستش می‌شد. به گفته آلیان، حدود بیش هزار «سگ مقدس» در نزدیکی معبد ادرآنوس در شهر سکل‌ها نگهداری می‌شد. سگل‌ها قبیله ای در مکان ایتالیای کنونی بودند که در عصر آهن در «شرق سیسیل» ساکن بودند.
برخی از مفسران امروزی معتقدند که ادرانوس ممکن است با خدایان آذر (ایزد) و آدراملک که به‌ترتیب در ایران باستان و فنیقیه نام‌های مشابهی داشتند، و همچنین دقیقاً مانند ادرآنوس مظهر خورشید یا به‌طور کلی آتش بودند، نسبت داشته باشد.